# شهدخوار دم‌سبز
شهدخوار دم‌سبز (نام علمی: Aethopyga nipalensis) نام یک گونه از سرده شهد خواران درخشان است. این گونه در شبه قاره هند در قسمت‌هایی از آسیای جنوب‌شرقی در بنگلادش، بوتان، شمال شرقی هند، لائوس، میانمار، نپال، تایلند، تبت و ویتنام حضور دارد. زیستگاه طبیعی این پرنده جنگل‌های واقع در نواحی کوهستانی می‌باشد.